# Condado de Greene (Illinois)
El condado de Greene (en inglés: Greene County), fundado en 1821, es uno de 102 condados del estado estadounidense de Illinois. En el año 2000, el condado tenía una población de 14 761 habitantes y una densidad poblacional de 10 personas por km². La sede del condado es Carrollton. El condado recibe su nombre en honor a Nathanael Greene. 

## Geografía
Según la Oficina del Censo, el condado tiene un área total de 1415 km² (546,3 mi²), de la cual 1407 km² (543,2 mi²) es tierra y 8 km² (3,088803088803 mi²) (0.59%) es agua.

### Condados adyacentes
- Condado de Scott (sur)
- Condado de Morgan (norte)
- Condado de Macoupin (este)
- Condado de Jersey (sur)
- Condado de Calhoun (suroeste)
- Condado de Pike (noroeste)

## Demografía
Según la Oficina del Censo en 2000, los ingresos medios por hogar en el condado eran de $31 754, y los ingresos medios por familia eran $37 057. Los hombres tenían unos ingresos medios de $30 067 frente a los $20 269 para las mujeres. La renta per cápita para el condado era de $15 246. Alrededor del 12.40% de la población estaban por debajo del umbral de pobreza.

## Transporte

### Autopistas principales
- U.S. Route 67
- Ruta de Illinois 100
- Ruta de Illinois 108
- Ruta de Illinois 267

## Municipalidades

### Ciudades
- Carrollton
- Greenfield
- Roodhouse
- White Hall

### Villas
- Eldred
- Hillview
- Kane
- Rockbridge
- Wilmington

### Áreas no incorporadas
- Barrow
- Belltown
- Drake (Hanks Station)
- East Hardin
- Lake Centralia
- Old Kane

### Municipios
El condado de Greene está dividido en 13 municipios:
- Athensville
- Bluffdale
- Carrollton
- Kane
- Linder
- Patterson
- Rockbridge
- Roodhouse
- Rubicon
- Walkerville
- White Hall
- Woodville
- Wrights